# Megan Thee Stallion
Меган Џовон Рут Пит (енгл. Megan Jovon Ruth Pete; Сан Антонио, 15. фебруар 1995), позната као Megan Thee Stallion (транскр.  Меган Д Сталион), америчка је реперка. Истакла се реповањем на платформама друштвених медија, као што је Instagram. Издала је три студијска албума — Good News (2020), Traumazine (2022) и Megan (2024) — који су остварили комерцијални и критички успех.

## Биографија
Рођена је 15. фебруара 1995. године у Сан Антонију, али се одмах по рођењу породица преселила у Хјустон. Меганина мајка, Холи Томас, реповала је под именом „Holly-Wood” и водила би Меган са собом на сесије снимања уместо да је оставља у вртићу. Од 14. до 18. године живела је у Перланду. Такође је са 14 година почела да репује. Отац јој је преминуо док је била у првом разреду средње школе. У марту 2019. мајка јој је преминула од тумора лобањске дупље, а истог месеца јој је преминула и прабаба. За себе је рекла да је велики љубитељ анимеа, а као омиљене је издвојила Моја академија хероја и Наруто.

## Дискографија
- (2020)
- (2022)

## Турнеје
- (2024)